# Železarska lirika
Železarska lirika – Antologija jeseniških pesnikov predstavlja poezijo pesnikov z železarskega mesta Jesenice od konca 19. do 21. stoletja. 

## Zgradba
V Uvodni besedi, ki je iz razdelkov O nastajanju Antologije jeseniških pesnikov in O Železarski liriki, urednik pojasnjuje svoje odločitve. Razdelek Pesmi vsebuje kronološki prikaz avtorjev z letnicami rojstva in smrti ter njihove pesmi. Nekateri pesniki so zastopani z eno, drugi z več pesmimi. V spremni besedi z naslovom Razpetost med moč in duha se literarnoteoretsko razglabljanje razvije v pregled skupin oziroma generacij jeseniških pesnikov in biografskih podatkov obravnavanih avtorjev.
Antologijo v koherentno celoto veže motivno-tematski okvir, ki temelji na bivanjskih vprašanjih, smislu obstoja in eksistencialni stiski, razpadu sodobnega človeka in družbe, v kateri biva itd. Na trenutke se v molovsko dikcijo vrine upanje, ki se preko humorja in ironije prevesi v popolnoma obraten učinek, kot bi ga po definiciji moralo imeti. Celota je torej bitka posameznika s samim seboj. Urednikov glavni cilj je bil predstaviti kulturno dediščino mesta, v katerem je bila kultura vedno v ozadju, za železarsko industrijo in športom (predvsem hokejem). 

## Vsebina dela
Enaintrideset avtorjev pesmi je urednik uvrstil, glede na obdobja, v katerih so se rodili, v šest izrazno in vsebinsko specifičnih generacij. 
Prva generacija (rojeni med letoma 1897 in 1922)
Ker so ti avtorji delovali v medvojnem in vojnem času, se jih je oprijelo poimenovanje vojne generacije. Najstarejši med njimi je Slavko Savinšek, ki je javnosti bolj znan kot prozaist, čeprav je napisal tudi pesniško zbirko za otroke. Usmrčen je bil 11. avgusta 1942, na dan, ki se je v jeseniško zgodovino zapisal kot »črni torek«. Isti dan, ko je v Beogradu preminul Savinšek, je bil nekoliko severneje po neuspelem poskusu pobega iz nemškega ujetništva v Ljubljani ubit največji jeseniški dramatik Tone Čufar. Za to generacijo je značilna partizanska (Cvetko Zagorski, Miha Klinar), delavska, socialna (Tone Čufar), religiozna (Emanuel Kolman) in otroška poezija (Slavko Savinšek). 
Druga generacija (rojeni ob koncu 20. in v začetku 30. let 20. stoletja)
Druga generacija je svet, ki ga je vojna izropala človečnosti, morala zgraditi iz niča. Socialnemu realizmu po vojni so se s svojo liriko postavili po robu pesniki: Marko Hudnik, Pavle Zidar in Valentin Cundrič, ki so postavili trdne temelje jeseniški kulturni zapuščini. V njihovem ustvarjanju so sledi pogorišča, ki ga je za seboj pustila vojna, take so, denimo, nadrealistične pesmi Zidarja in Cundričeva memoarska poezija, na drugi strani pa Hudnikove zgoščene podobe trenutnih vtisov iz narave v obliki haikuja. To je vrh jeseniške literature. Drugi avtorji: Mihael Cenc, Marjan Stare. 
Tretja generacija (rojeni v 40. letih 20. stoletja)
Še vedno precej temno ozračje je s svojo humorno poezijo skušal razsvetliti Franci Tušar, a spopadanja z bivanjskimi vprašanji in iskanjem smisla predhodnih, njegove in naslednjih generacij ni mogel preglasiti. Drugi avtorji: Benjamin Gracer, Božidar Lakota, Jože Košir – Plantan, Tomaž Iskra, Sonja Koranter.
Četrta generacija (rojeni v prvi polovici 50. let)
Valentin Cundrič je kot profesor slovenskega jezika na jeseniški gimnaziji vplival na pesnjenje svojih dijakov. Zaradi močnega vpliva lahko govorimo o »Cundričevi šoli«, iz katere izhajajo Marjan Čufer, pogojno tudi Sonja Koranter, in še nekateri drugi pesniki. Drugi avtorji: Damjan Jensterle, Milan Kristan, Iztok Saksida – Sax.
Peta generacija (rojeni med letoma 1956 in 1963)
Peto generacijo sestavljajo kar štiri pesnice in dva pesnika; pesnic v prejšnjih generacijah jeseniških literatov skorajda ni bilo. Avtorji: Dominika Hudnik, Marko Elsner Grošelj, Alenka Jensterle-Doležal, Boštjan Soklič, Elizabeta Žnidaršič, Valerija Čučnik.
Šesta generacija (rojeni od 80. let 20. stoletja naprej)
Urednik knjige Jernej Kusterle jo imenuje »prekerna generacija«, ker jo zaznamuje prekerno delo. Zaradi dvomov v prihodnost se pogosto odloča za migracijo v tujino, kjer je, vsaj na videz, prihodnost stabilnejša. To je obdobje razcveta tradicionalne in razvoja ulične regionalne poezije. Avtorji: Marko Arh, Jernej Kusterle, Jure Štojs.

## Priznanja
Železarska lirika – Antologija jeseniških pesnikov je bila na razpisu za najboljšo samozaložniško knjigo izdano v letu 2014, ki ga je razpisal JSKD RS, med šestindvajsetimi knjigami izbrana med najboljše štiri in si s tem prislužila priznanje.